# Abramo di Rostov
Abramo di Rostov, o Abraamij Rostovskij (in russo: Авраамий Ростовский; al secolo Abercius (Аверкий); Galič, ... – Rostov, 1073), fu archimandrita a Rostov nell'XI secolo ed è venerato come santo dalla Chiesa ortodossa russa.

## Biografia

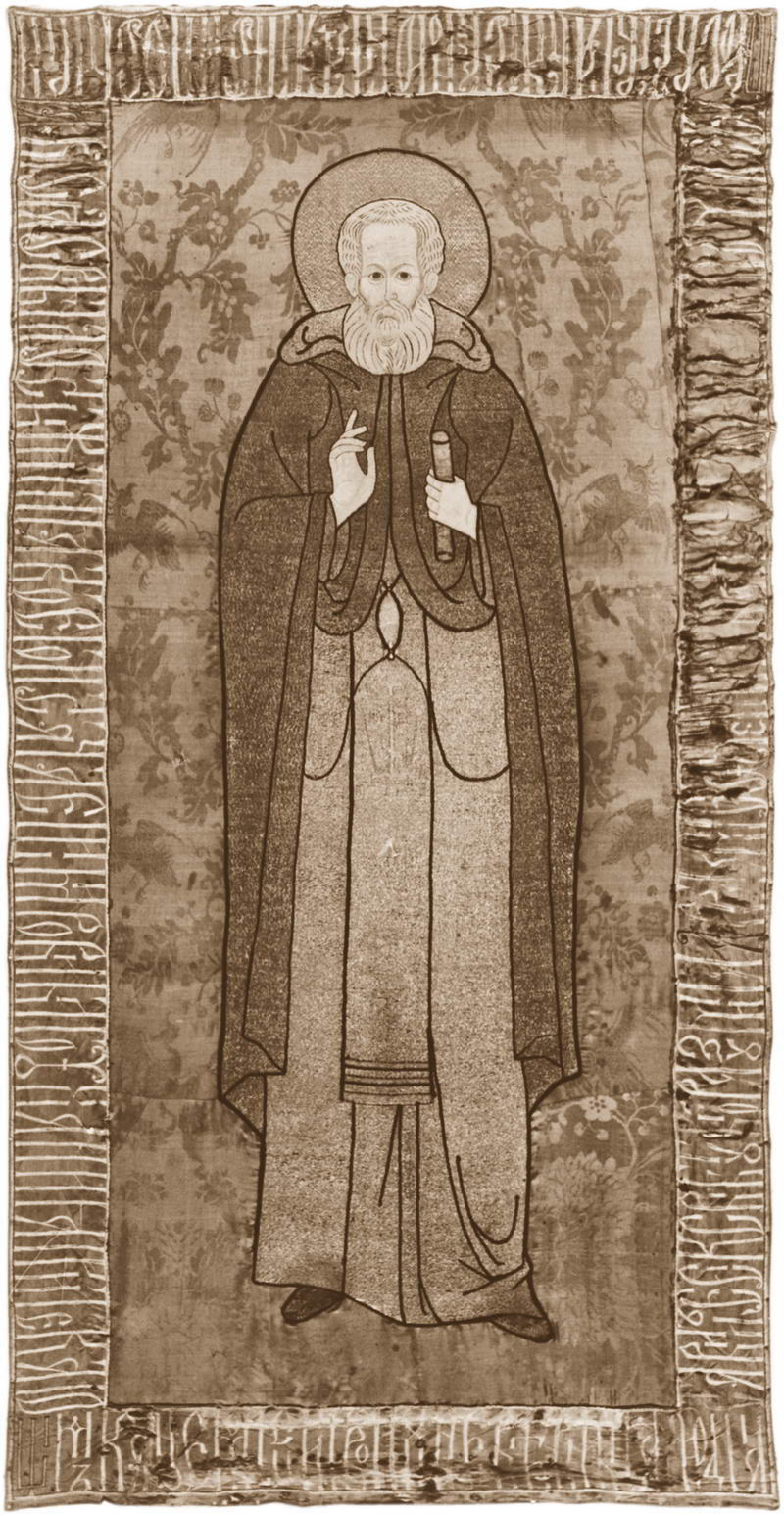
Velo con l'immagine del Santo che si racconta fu indossato da Ivan IV di Russia per venerarne le reliquie al ritorno dalla campagna di Kazan'.

Nato a Galič, abbandonò la casa paterna nella prima gioventù, dedicandosi ad una vita ascetica e di contemplazione sulle coste del Lago Nero, nei pressi della città di Rostov.
Nei pressi della cella in cui passava le ore in preghiera si trovava un tempio dove i pagani adoravano un idolo di pietra dal nome Veles (o Volos), la cui presenza terrorizzava gli abitanti cristiani di Rostov. L'agiografia del santo racconta dell'apparizione ad Abramo dell'apostolo Giovanni, che gli consegnò un bastone con in punta una croce, con il quale distrusse l'idolo. Scacciati i pagani trasformò il tempio in un monastero in onore della Vergine e ne divenne abate.
A memoria della presunta apparizione miracolosa, il monaco costruì una chiesa intitolata a San Giovanni. Iniziò quindi una intensa attività di predicazione, che portò alla conversione di molti pagani, e di scolarizzazione di giovani, alcuni dei quali avrebbero anch'essi scelto la via monacale diventando suoi discepoli.
Nonostante la carica assunta, le agiografie riferiscono che continuò a comportarsi con umiltà, non disdegnando, anche in tarda età, di rendersi utile nelle attività di tutti i giorni, quali il lavaggio delle vesti degli altri monaci e il trasporto dell'acqua dal pozzo alle cucine.
Morì presumibilmente nel 1073.

## Culto
Le sue reliquie furono esposte alla venerazione durante il regno del Gran Principe Vsevolod III di Vladimir (1176-1212).
Nel 1551, lo zar Ivan il Terribile, prima della sua campagna militare contro Kazan', andò in pellegrinaggio al monastero fondato da Abramo dove i monaci gli mostrarono il bastone con cui si narra che il santo avrebbe distrutto la statua di Veles. Credendo al racconto, lo zar portò con sé il bastone (mentre la croce rimase al monastero) e al ritorno dalla campagna vittoriosa ordinò che fosse costruita una chiesa in pietra in onore della Vergine con quattro cappelle. In tale chiesa si trovano ancora oggi le reliquie di Abramo.
La Chiesa ortodossa russa lo ricorda il 29 ottobre.